# Paulina Cerna
Paulina Cerna Huici (México) es una violagambista, violinista y profesora de música mexicana, especializada en música antigua y dedicada a la enseñanza de la interpretación históricamente informada de la música antigua.

## Semblanza
Realizó sus estudios de violín en la Facultad de Música de la UNAM.
Posteriormente realizó sus estudios de viola da gamba en el Conservatorio de la Hogeschool voor de Kunsten, en Utrecht y sus estudios de maestría en la Universidad Autónoma de Barcelona y en la Escuela Superior de Música de Cataluña.
Dentro y fuera de México ha impartido cursos de viola da gamba y de interpretación históricamente informada de la música antigua.
Ha dado conciertos en festivales internacionales así como en diversos recintos culturales importantes como el Festival Internacional Cervantino, en el Museo Nacional de Arte, en el Palacio de Bellas Artes, en el Auditorio ¨Blas Galindo¨ del Centro Nacional de las Artes, así como también en diversos países como Holanda, España, Italia, Alemania, Estados Unidos y Perú.
También ha participado en proyectos televisivos como ¨Requiem por Leona Vicario¨ en Canal 11.
Forma parte de la Capilla Virreinal De La Nueva España dirigida por Aurelio Tello, de la Camerata ¨Melancolía¨, también pertenece  Concentus Antiqua Musica, Concilio Sonoro y a Affectus Musiquus.
Actualmente es catedrática de viola da gamba y del taller de música antigua del Conservatorio Nacional de Música.